# Transmissienetbeheerder
Een transmissienetbeheerder ('Transmission System Operator', afgekort tot TSO) is een entiteit die is belast met het transport van energie in de vorm van aardgas of elektriciteit op nationaal of regionaal niveau, met behulp van vaste infrastructuur. De term wordt gedefinieerd door de Europese Commissie.
Vanwege de kosten van het opzetten van een transmissie-infrastructuur, zoals hoofdstroomleidingen of gasleidingen en bijbehorende aansluitpunten, is een TSO meestal een natuurlijk monopolie en daarom is deze vaak onderworpen aan regelgeving.
In de elektriciteitssector is een TSO een exploitant die elektriciteit van productie-installaties over het elektriciteitsnet naar regionale of lokale elektriciteitsdistributie-exploitanten verzendt.
In de aardgassector ontvangt een TSO gas van producenten, transporteert het gas via pijpleidingen en levert het gas aan gasdistributiebedrijven.
In Nederland is de TSO voor het elektriciteitsnetwerk het bedrijf TenneT, terwijl dit in België Elia is. In Suriname is EBS zowel de transmissie- als de distributienetbeheerder.
In Nederland is de TSO voor het gastransportnetwerk het bedrijf Gasunie Transport Services (GTS).